# Luca Attanasio (giornalista)
Luca Attanasio (Roma, 7 novembre 1964) è un giornalista e scrittore italiano.

## Biografia
Romano, sposato con due figli, dopo essersi diplomato al Liceo Classico Tito Lucrezio Caro, si è laureato in Scienze della Formazione all’Università Roma Tre con una tesi sperimentale sul rapporto tra maestro e discepolo nel Buddhismo Zen. Dopo vari impieghi come insegnante alle scuole superiori o traduttore e interprete grazie al Master in ‘Traduzione della lingua inglese per scopi speciali’ Università San Pio V, è approdato al mondo del giornalismo dapprima come traduttore e adattatore a video per la redazione de La Storia Siamo Noi (Rai), poi come collaboratore di varie testate come Repubblica.it, Limes, Famiglia Cristiana e Jesus e riviste anglofone. Tra i pochi scrittori italiani ad approfondire il tema del conflitto e i motivi alla base della divisione in Irlanda del Nord, ha pubblicato il suo primo libro nel 2001 – Guerra e Pace in Irlanda del Nord. Per Limes e Radio Vaticana (canali italiano e inglese) ha svolto reportage da zone di emergenze umanitarie o conflitti e inchieste nel mondo del sociale e del dialogo interculturale e interreligioso.
Nel 2016 approda come collaboratore nella redazione di Vatican Insider (La Stampa) e approfondisce temi legati alla geopolitica della Chiesa, in particolare nel continente africano. Dal 2017 collabora con Atlante Geopolitico Treccani, con la rivista e la radio di Confronti e, più recentemente, con Agenzia Fides.
Dal settembre 2020 è contributor di Domani. Tra le inchieste svolte per il quotidiano, spiccano il reportage attorno allo sfruttamento di bambini e adulti nelle miniere di cobalto, materiale indispensabile per le nostre auto elettriche e gli smartphone, in Congo (finalista al Premio Luchetta 2021), l’indagine sul mondo LGBTQ credente, i reportage da e sull'Africa e gli articoli relativi alla tragica scomparsa del suo omonimo e amico ambasciatore Luca Attanasio presso la Repubblica Democratica del Congo. Per Domani cura Afriche la newsletter decolonizzata. 
Collabora con Upday, La Svolta,
Dal 2008, grazie anche all’impiego nell’ufficio comunicazione dell’Istituto Nazionale Malattie della Povertà, entra direttamente a contatto con il mondo delle migrazioni forzate  e comincia a svolgere interviste presso gli ambulatori per il trattamento delle patologie derivanti da violenze estreme e stress post traumatico. Per approfondire, prenderà parte a viaggi in Africa, Medio Oriente, Asia Minore, estremo Oriente e svolgerà inchieste sui motivi alla base delle migrazioni. Le sue indagini confluiranno, oltre che in articoli, nel testo Se questa è una donna, tre storie di altrettante ragazze vittime di violenza estrema giunte in Italia tra il 2005 e il 2010, e poi ne Il Bagaglio, un testo dedicato al fenomeno dei minori stranieri non accompagnati che uscirà in due edizioni (2016 e 2018) con un contributo di Roberto Saviano.
Ha lavorato nella segreteria dell’On. Silvia Costa in entrambi i mandati da europarlamentare (2009-2014, 2014-2019) occupandosi di temi legati all’intercultura, l’accoglienza, il dialogo inter-culturale e interreligioso e il recupero dei patrimoni artistici e culturali in teatri di guerra.
Svolge attività di ufficio stampa per onlus e ong.
Dal 2010 è docente al Master Universitario di II Livello "Peace Building Management", Pontificia Università Teologica San Bonaventura (Seraphicum), Roma.
Dal 2012 al 2018 è stato docente al Master di II livello in “Cittadinanza europea e integrazione euro-mediterranea. I beni e le attività culturali come fattore di coesione e sviluppo”, Università Roma Tre.

## Premi e riconoscimenti
Per Se questa è una donna, è vincitore del Premio Cenacolo del Serafico nel novembre 2012.
Per lo stesso titolo è vincitore del Premio Speciale della Giuria, Premio Letterario Nazionale, "Scriviamo Insieme", nel maggio 2013.
Per Il Bagaglio, I edizione, vince il Premio Rosa dell’Umbria, nell'ottobre 2017.
Per la sua attività di reportage sul mondo delle migrazioni forzate e la redazione de Il Bagaglio vince la V Edizione del Premio Pietro Nenni per la buona politica, la pace e la democrazia il 12 novembre 2019.
Finalista Premio Luchetta 2021 per inchiesta (4 articoli apparsi su Domani) su sfruttamento bambini per l'estrazione del Cobalto nella Repubblica Democratica del Congo

## Opere
- Guerra e pace in Irlanda del Nord, Edizioni Associate, giugno 2001.
- Irlanda del Nord, le parole per conoscere, Editori Riuniti, aprile 2005.
- Cristianesimi in conflitto: il caso irlandese (articolo), per il quaderno Cristianesimo-Cristianesimi 2010.
- Se questa è una donna Robin Edizioni, prefazione di Silvia Costa, IV di copertina di Laura Boldrini, 2014, una rielaborazione, sotto forma di romanzo, di interviste a tre donne fuggite dal proprio paese (Etiopia, Iran, Burkina Faso) perché perseguitate. A questo libro si ispira lo spettacolo teatrale "L'Arsenale delle Apparizioni/Il Teatrino dei Fantocci", andato in scena il 23 e 24 giugno 2019 in occasione del Napoli Teatro Festival, regia di Maria Angela Robustelli.
- Il Bagaglio. Migranti minori non accompagnati: il fenomeno in Italia, i numeri, le storie, Albeggi Edizioni, gennaio 2016; un testo inchiesta sul fenomeno dei Migranti Minori non Accompagnati. Il testo ha fornito l'ispirazione per lo spettacolo "Supplici/no luggage", andato in scena per la stagione teatrale 2018/2018 del Teatro La giostra di Napoli, regia di Maria Angela Robustelli.
- Libera Resistenza, Mincione Edizioni, marzo 2017.
- Il Bagaglio. Storie e numeri del fenomeno dei migranti minori non accompagnati (seconda Edizione ampliata con contributo di Roberto Saviano), Albeggi Edizioni, settembre 2018.
- Racconti vari in raccolte per Giulio Perrone Editore.
- Carità politica. Intervista a Pierluigi Castagnetti, a cura di, Edizioni Francescane Italiane, maggio 2022